# Cornel Hațegan
Cornel Hațegan (n. 17 august 1940, Ohaba-Mâtnic, Caraș-Severin) este un fizician român, membru titular al Academiei Române.
A urmat cursurile Facultății de Fizică a Universității din București (1959-1964). În 1973 obține titlul de doctor în fizică nucleară.
A urmat cursuri de specializare la Universitatea din München, Germania, secția de fizică Professor G. Graw (1983,1989, 1990, 1991,1992)
Își desfășoară activitatea în cadrul Institutului de Fizică Atomică de la Măgurele.
Activitatea sa de cercetare acoperă domenii precum: fizică atomică și nucleară; fenomenul de polarizare în reacții nucleare; fenomenul de cuplare a canalelor în reacțiile nucleare; fenomene de prag în reacții nucleare; structuri cvasi-moleculare cu prag în reacții cu ioni grei; procese cvasi-rezonante în teoria împrăștierii; defect cuantic multi-canal la împrăștierea atomică.
Realizări științifice importante: evidențierea unei noi clase de efecte de prag; teoria micro-gigant a fenomenelor de prag; matricea de coliziune redusă; teoria proceselor cvasi-rezonante (predicția efectului de "compresiune directă"); defect cuantic multi-canal și matricea de coliziune redusă; studii teoretice și experimentale a fenomenului de polarizare.
Participă la colectivul editorial al periodicului Romanian Reports in Physics, secțiunea de Fizică Nucleară (începând din 1992). De asemenea, este membru în echipa editorială a publicației Proceedings of the Romanian Academy.
Este membru în Societatea Română de Fizică (președinte în 1990...).
În 1992 a fost nominalizat membru corespondent al Academiei Române iar la 21 noiembrie 2018 a fost titularizat. A primit Premiul Dragomir Hurmuzescu al Academiei Române - Secția de Științe Fizice, pe anul 1976.
Este membru al Clubului Humboldt (Humboldt Research Fellowship) (1970-1971), grup de cercetare în domeniul fizicii nucleare, Universitatea Erlangen-Nürnberg, Institut für Physik, Prof. Dr. Jens Christiansen and G. Graw.